# I si ens mengem en Raül?
I si ens mengem en Raül? (títol original: Eating Raoul) és una pel·lícula estatunidenca dirigida per Paul Bartel i estrenada l'any 1982. Ha estat doblada al català.

## Argument
Paul, venedor de vins, i Mary, infermera, somien obrir el seu propi restaurant. Però Paul perd el seu treball i Mary té problemes per obtenir de la banca el crèdit necessari per realitzar el seu somni. La parella queda igualment sobrepassada per les tardes d'intercanvi de parella que tenen lloc en la seva residència.
Un vespre, l'un dels intercanvistes intenta violar Mary. Anant a auxiliar-lo, Paul mata accidentalment l'agressor amb una paella. Embogits, agafen la seva cartera abans de desfer-se del cadàver. L'endemà, un altre intercanvista pateix la mateixa sort. Aquests diners fàcils donen a Paul una idea: posen un anunci en un periòdic amb la finalitat d'atreure els perversos prometent-los de sadollar les seves fantasies, un pretext per matar-los i desposseir-los.
Preocupats d'obrar discretament, contacten un serraller, Raoul, per reforçar la porta d'entrada. Però Raoul resulta ser un lladre que torna de nit per robar les precioses ampolles de vi que Paul conserva pel seu futur restaurant. Descobrint en la cuina el cadàver de l'última víctima de Paul i Mary, decideix associar-se amb ells. Aviat, Raoul esdevé l'amant de Mary i intenta treure's de sobre Paul, mentre que aquest últim veu de mal ull aquest aprofitat que reven a la seva esquena els cotxes de les víctimes a compradors poc escrupolosos, i els cadàvers a una fàbrica d'aliments per gossos.

## Repartiment
- Paul Bartel: Paul Bland
- Mary Woronov: Mary Bland
- Robert Beltran: Raoul Mendoza
- Susan Saiger: Doris la dominadora / Sally Cummings, una infermera
- Lynn Hobart: La clienta de la botiga de vins
- Richard Paul: El patró de Paul
- Mark Woods: l'atracador
- Darcy Pulliam: Sheila, una infermera
- Ben Haller: Dewey
- Garry Goodrow: El canvista borratxo
- Richard Blackburn: James
- Hamilton Camp: John Peck
- Buck Henry: el Sr. Leech
- Anna Mathias: La secretària de banca
- Hanns Manship: El guàrdia del banc
- Dan Barrows: Bobby R.
- Allan Rich: El « nazi »
- Ed Begley Jr.: El « hippie »
- Billy Curtis: El nan amb un dàlmata
- Ralph Brannen: L'amic de Raoul
- John Paragon: El venedor del sex-shop
- Don Steele: Howard Swine
- Rick Waln: El admirador de Doris
- Edie McClurg: Susan
- John Landis: L'home barbut (cameo no surt als crèdits)

## Comentaris
No podent convèncer el seu amic Roger Corman de finançar la pel·lícula, el realitzador i actor Paul Bartel reuneix els diners ell mateix amb l'ajuda de la seva família i dels seus amics, rodant les escenes quan disposava dels fons necessaris. El pressupost total va pujar a 500.000 dòlars i el rodatge va durar 21 dies escampats en el període d'un any, en el pis d'un amic.
Paul Bartel comparteix pantalla amb la seva companya fetitxe Mary Woronov que havia ja dirigit l'any 1975 en La Carrera a la mort de l'any 2000 i amb qui treballarà a continuació en diverses altres pel·lícules, entre les quals La Nit de la cometa (1984) o Shopping (1986) en la qual reprenen el seu paper dels esposos Bland.
La pel·lícula va ser adaptada en una comèdia musical, Eating Raoul: The Musical, estrenada l'any 1992.

## Banda original
| Títol                                                                   | Intèrpret      | Escena                                                      |
| ----------------------------------------------------------------------- | -------------- | ----------------------------------------------------------- |
| Exactly Like You                                                        | Jonathan Beres | Crèdits de començament                                      |
| El Amante Triste                                                        | Bruce Scott    |                                                             |
| Diablo Con Vestido Azul(versió espanyola de Devil With A Blue Dress On) | Los Lobos      | Paul segueix discretament Raoul per la ciutat               |
| Doggy King Comercial                                                    | The Gang       | Publicitat pels aliments per gossos « Doggie King »         |
| Gimme That Cash Jack                                                    | Bruce Scott    | Paul i Mary revenen els cotxes de les víctimes de la tarda. |